# Обстріл черги за хлібом у Чернігові
Обстріл черги за хлібом у Чернігові здійснено російськими військами 16 березня 2022 року. Разом із чергою був обстріляний сусідній будинок. За даними місцевої влади, не менше 18 людей загинули і 26 були поранені. Всього в цей день у місті обстрілами були вбиті 53 людини.

## Передісторія
Місто Чернігів піддавалось атакам російських військ з 24 лютого 2022 року. Бої на Чернігівщині спричинили великі втрати серед мирного населення. Зокрема, 3 березня місто бомбардувала російська авіація, в результаті чого загинули 47 осіб.

## Атака
Інцидент стався 16 березня близько 9 або 10 ранку за місцевим часом, коли мирні жителі стояли в черзі за хлібом у кіоск біля заднього входу в магазин «Союз» на вулиці Доценка. Удар було завдано з реактивної системи залпового вогню «Град». Приблизно в цей же час снаряди влучили також у сусідній житловий будинок із двох сполучених корпусів по вулиці Доценка, 25, та Пухова, 127. Там почалася пожежа, в якій загинули двоє людей (за словами свідків, одна жінка задихнулася, а інша — лежача — згоріла живцем).
Спочатку повідомлялося про загибель від удару 10 осіб, а пізніше 13 і 16 (14 тих, хто стояв у черзі, і 2 у пожежі в сусідньому будинку). Деякі постраждалі загинули не одразу, а згодом у лікарні. У червні 2022 року Human Rights Watch з посиланням на місцеву владу повідомила про не менше 18 загиблих і ще 26 поранених. Голова Чернігівської ОВА В'ячеслав Чаус по телебаченню заявив, що обстріл, який він назвав бомбардуванням, був «не першим подібним попаданням снаряда і не першим обстрілом мирних жителів противником».
В результаті атаки загинув у тому числі 67-річний громадянин США — шкільний та університетський викладач із Міннесоти.

## Реакція
За підсумками обстрілу Чернігівська обласна прокуратура порушила кримінальну справу за фактом масового вбивства. До розслідування підключилося відділення СБУ.
Офіційний представник Міноборони Росії генерал-майор Ігор Конашенков заявив, що «відеозаписи загиблих у Чернігові мирних жителів, які нібито були розстріляні російськими військовослужбовцями, були поширені на всіх пропагандистських ресурсах київського режиму. Вказувалося, що всі загиблі нібито стояли в черзі за хлібом. Хочу підкреслити, що в Чернігові не було російських військовослужбовців».

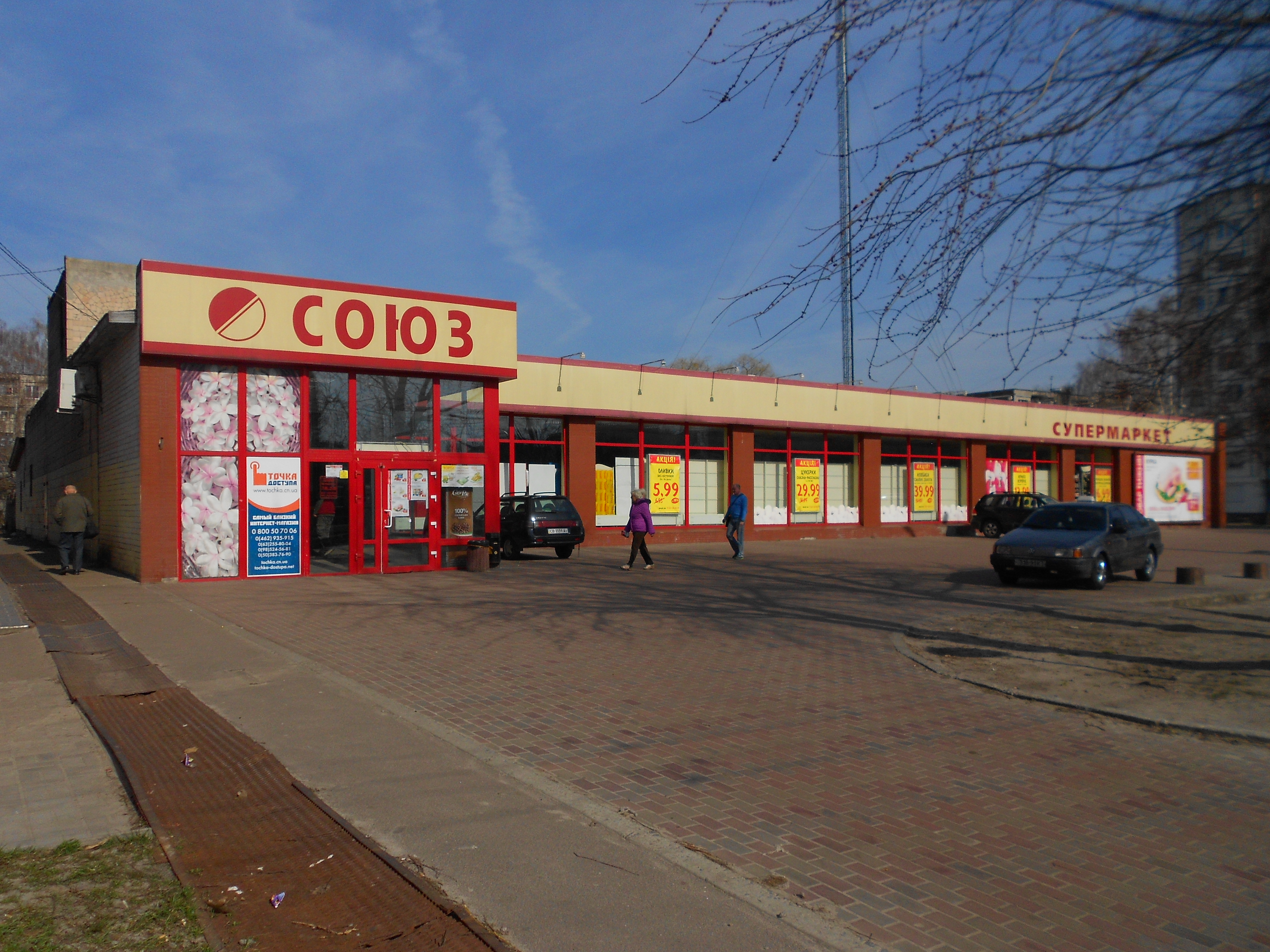
Магазин, біля якого (з іншого боку) стояла обстріляна черга
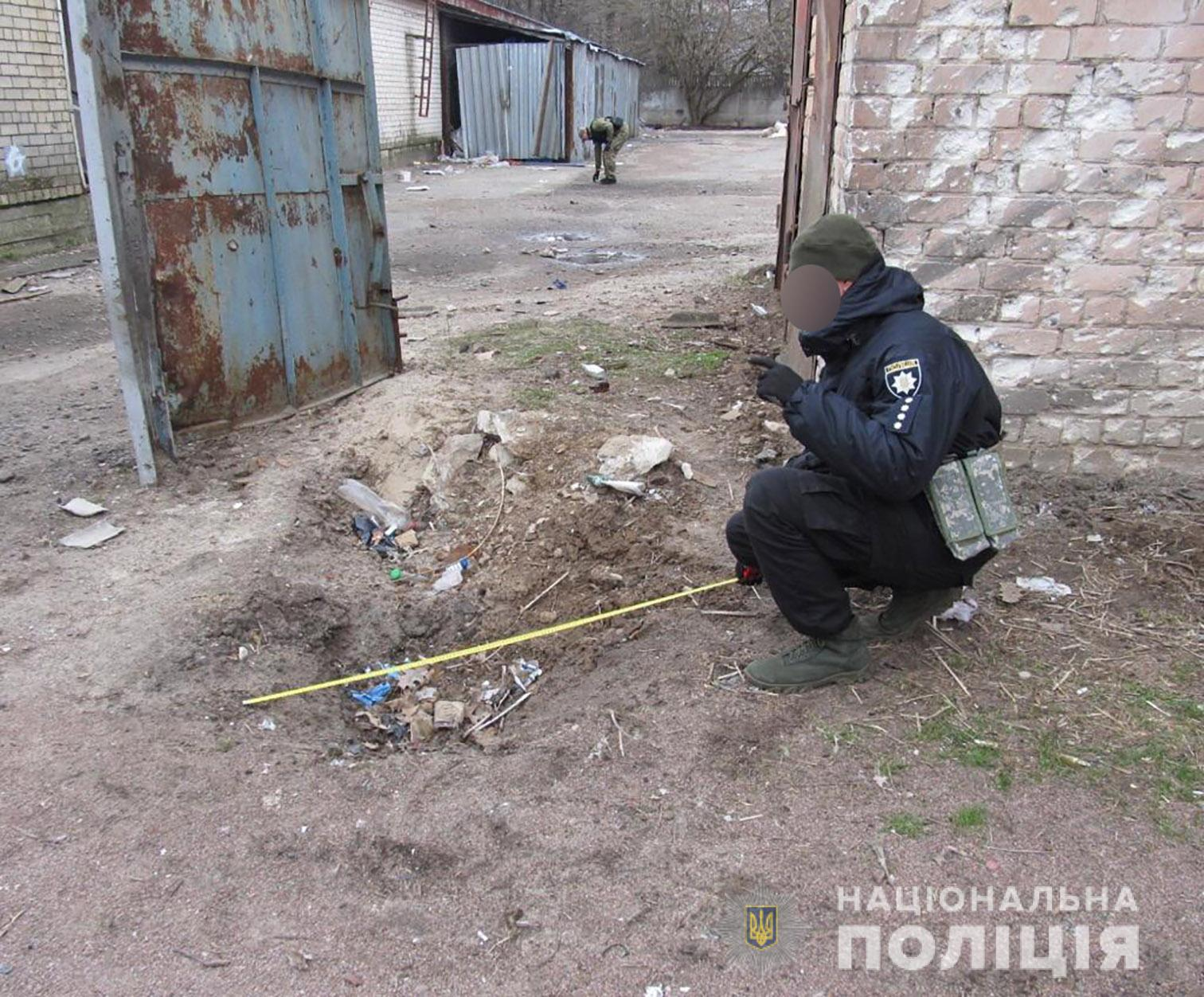
Місце удару
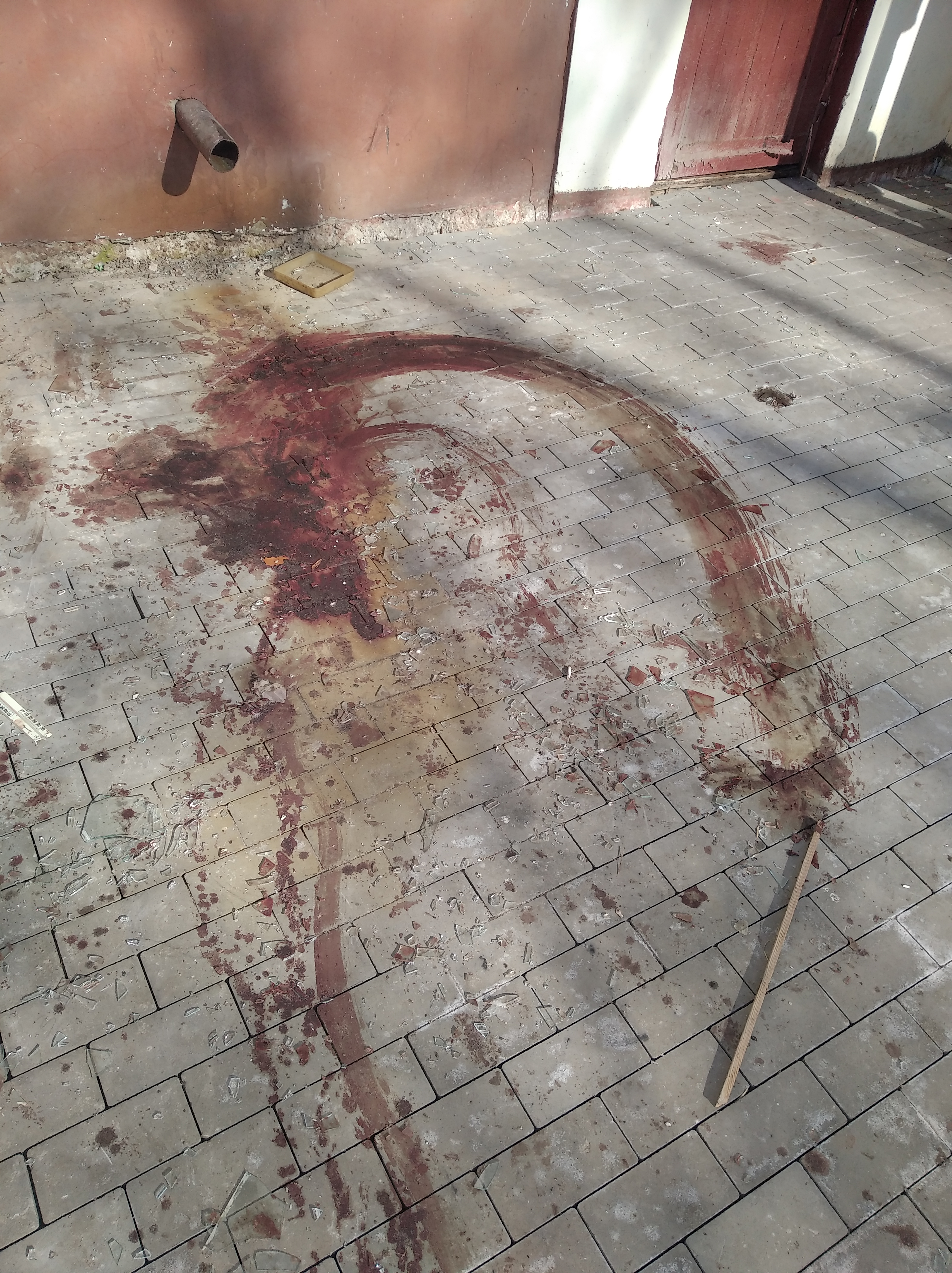
Сліди крові біля сусіднього будинку
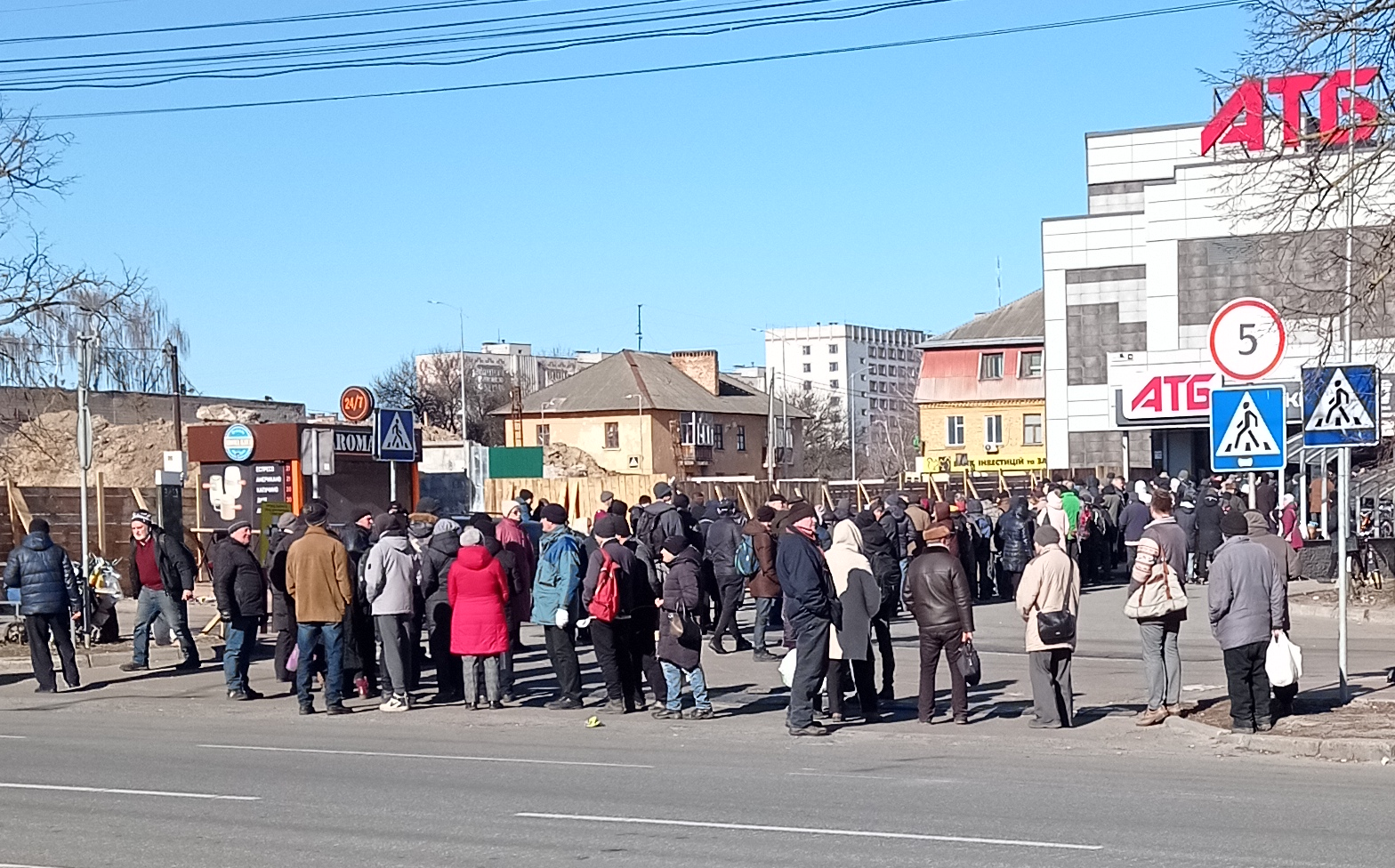
Типові в перші дні війни черги на вході до супермаркетів та аптек